# Natalja Sergejewna Bobrowa
Natalja Sergejewna Bobrowa, verheiratete Kudrjawzewa (russisch Наталья Сергеевна Боброва (Кудрявцева), geboren 24. August 1978 in Nowosibirsk; gestorben 2. April 2015 in Tel Aviv, Israel) war eine russische Turnerin.

## Leben und Karriere
Anders als viele andere erfolgreiche sowjetische Turnerinnen wurde Bobrowa nicht bereits im frühen Kindesalter für das Turnen entdeckt, sondern begann aus eigener Motivation mit dem Training.
Im Jahre 1993 startete sie für das russische Team bei den Turnweltmeisterschaften in Birmingham, wo sie am Boden eine Bronzemedaille erringen konnte. Dies war die erste Medaille für Russland bei Turnweltmeisterschaften nach dem Zerfall der Sowjetunion. Im Mehrkampf erreichte sie den 19. Platz.
In der Folgezeit war sie von mehreren Verletzungen geplagt. Bei den Russischen Meisterschaften 1994 brach sie sich während des Aufwärmens den Arm, was sie zu einer siebenmonatigen Verletzungspause zwang. Bei den Weltmeisterschaften 1995 im japanischen Sabae war sie Teil des russischen Teams, konnte jedoch keine Medaille gewinnen.
In der Folgezeit brach Bobrowa mit dem russischen Nationaltrainer Leonid Arkajew, verließ dessen Trainingsgruppe und kehrte zum Training in ihre sibirische Heimat zurück. Kurz nachdem sie nicht zu den Olympischen Sommerspielen 1996 in Atlanta nominiert worden war, beendete sie ihre aktive Karriere. In der Folgezeit trainierte sie junge Kinder.
Nachdem sie bereits längere Zeit in Nowosibirsk gegen Magenkrebs behandelt worden war, zog Bobrowa Anfang 2015 nach Israel um sich weiteren Behandlungen zu unterziehen. Dort starb sie kurz darauf an ihrer Erkrankung.